# Réduction de Rosenmund
La réduction de Rosenmund est une réaction chimique dans laquelle un chlorure d'acyle est réduit par du dihydrogène en l'aldéhyde correspondant. Cette réaction porte le nom de Karl Wilhelm Rosenmund qui l'a découverte en 1918.
Formellement, cette réaction revient à une hydrogénolyse de la liaison C-Cl. Pour éviter la sur-réduction, il est a priori nécessaire d'empoisonner le catalyseur, ce qui peut être réalisé avec une amine tertiaire, qui éliminera également l'acide chlorhydrique formé.

## Alternatives
L'action de certains hydrures est généralement préférée en laboratoire à cette réaction.
La synthèse des aldéhydes de Grundmann est une alternative à la réduction de Grundmann, mais reste très peu utilisée.